# Amoni clorat
Amoni chlorat là một hợp chất vô cơ (công thức hóa học là: NH4ClO3), là muối amoni của acid chloric. Hợp chất này tồn tại dưới dạng tinh thể màu trắng, dễ tan trong nước. Là một chất oxy hóa không bền và rất mạnh nên không bao giờ được bảo quản cùng với các vật liệu dễ cháy, vì nó có thể dễ dàng tạo thành các hợp chất nổ, và sẽ bị phân hủy, đôi khi rất mạnh ở nhiệt độ phòng.

## Điều chế:
Amoni chlorat được hình thành với số lượng nhỏ trong phản ứng giữa clo với amoniac, được điều chế bằng cách phân hủy kép bari, stronti, hoặc canxi chlorat với amoni cacbonat hoặc amoni sulfat tạo ra kết tủa cacbonat hoặc sunfat tương ứng và dung dịch amoni chlorat. Sau đó, amoni chlorat kết tinh thành những tinh thể hình kim nhỏ hoặc  khan, dễ tan trong nước.

## Tính chất:
Khi đun nóng, amoni chlorat phân hủy ở khoảng 102 °C tạo thành nước, clo, nitơ và một ít oxy:
2NH4ClO3 → N2 + Cl2 + O2 + 4H2O
Hỗn hợp của amoni chlorat với các chất hữu cơ nổ mạnh khi va chạm, đôi khi không có tác nhân bên ngoài.
Amoni chlorat dễ tan trong nước và cồn loãng, không tan trong cồn tuyệt đối.